# Museu South End
El Museu South End és un museu situat a Port Elizabeth (Sud-àfrica) sobre com va ser l'impacte de l'Apartheid, el règim que afavoria la segregació racial i que va durar del 1948 al 1990.
Mitjançant les activitats que programa el museu i la seva exposició permanent, el visitant pot descobrir com era la vida al barri del South End, a Port Elizabeth, abans que el 1948 el Partit Nacional guanyés les eleccions i què va passar un cop es van implantar els ideals de l'apartheid. El barri va viure una transformació de 180 graus, va passar de ser un espai multicultural on vivien gent de diferents races i nacionalitats a convertir-se en un barri només habitat per ciutadans blancs. La comunitat negra va ser obligada a abandonar les seves cases i desplaçar-se a àrees dels afores de la ciutat. Amb aquests desplaçaments es posava fi a tot un estil de vida que aquest espai s'encarrega de recordar. El Museu de South End també ret homenatge a les persones que van lluitar per acabar amb les injustícies de l'apartheid.
L'any 1948 el Partit Nacional va guanyar les eleccions a Sud-àfrica, i amb aquesta victòria va començar la política de l'apartheid. Aquest nou sistema, que va formar part de la realitat sud-africana fins a l'any 1990, afavoria la segregació racial. Durant aquest període va entrar en vigor una nova legislació que promulgava una sèrie de lleis totalment injustes per a la comunitat negra del país. En les quasi cinc dècades d'apartheid, els ciutadans negres van veure com eren desposseïts de la ciutadania, obligats a abandonar les seves cases i, en definitiva, marginats pel seu propi govern. Davant tantes injustícies es va organitzar un moviment de resistència per lluitar contra l'apartheid que va provocar una forta repressió per part del govern. Però la lluita de tants homes i dones va obtenir els seus fruits quan el president Frederik Willem de Klerk començà les negociacions per posar fi al sistema. Finalment el 1994 se celebraren eleccions multiracials per sufragi universal i Nelson Mandela fou elegit president.